# Prémios do Cinema Europeu de 2014
A 27ª Edição dos Prémios do Cinema Europeu foi apresentada no dia 13 de dezembro de 2014. Esta edição ocorreu em Riga, Letónia. Os vencedores foram selecionados pelos mais de 2 500 membros da Academia de Cinema Europeu.

## Vencedores e nomeados
A cor de fundo       indica os vencedores.

### Melhor filme
| Filme        | Título no Brasil | Título em Portugal | Realizador/Diretor | Produção (país)                           |
| ------------ | ---------------- | ------------------ | ------------------ | ----------------------------------------- |
| Ida          | Ida              | Ida                | Paweł Pawlikowski  | Polónia / Dinamarca                       |
| Turist       |                  |                    | Ruben Östlund      | Suécia / França / · Noruega / Dinamarca   |
| Leviafan     | Leviatã          |                    | Andrey Zvyagintsev | Rússia                                    |
| Nymphomaniac | Ninfomaníaca     | Ninfomaníaca       | Lars von Trier     | Dinamarca / Bélgica / · França / Alemanha |
| Kış Uykusu   |                  | Sono de Inverno    | Nuri Bilge Ceylan  | Turquia                                   |

### Melhor realizador/diretor
| Realizador/Diretor | Nacionalidade (país) | Filme             | Título no Brasil | Título em Portugal |
| ------------------ | -------------------- | ----------------- | ---------------- | ------------------ |
| Paweł Pawlikowski  | Polónia              | Ida               | Ida              | Ida                |
| Nuri Bilge Ceylan  | Turquia              | Kış Uykusu        |                  | Sono de Inverno    |
| Steven Knight      | Reino Unido          | Locke             |                  | Locke              |
| Ruben Östlund      | Suécia               | Turist            |                  |                    |
| Paolo Virzì        | Itália               | Il capitale umano |                  | Capital Humano     |
| Andrey Zvyagintsev | Rússia               | Leviafan          | Leviatã          |                    |

### Melhor argumentista/roteirista
| Argumentista/Roteirista              | Nacionalidade (país) | Filme                | Título no Brasil     | Título em Portugal   |
| ------------------------------------ | -------------------- | -------------------- | -------------------- | -------------------- |
| Paweł Pawlikowski Rebecca Lenkiewicz | Polónia              | Ida                  | Ida                  | Ida                  |
| Ebru Ceylan Nuri Bilge Ceylan        | Turquia              | Kış Uykusu           |                      | Sono de Inverno      |
| Jean-Pierre Dardenne Luc Dardenne    | Bélgica              | Deux jours, une nuit | Dois Dias, Uma Noite | Dois Dias, Uma Noite |
| Steven Knight                        | Reino Unido          | Locke                |                      | Locke                |
| Oleg Negin Andrey Zvyagintsev        | Rússia               | Leviafan             | Leviatã              |                      |

### Melhor ator
| Ator                | Nacionalidade (país) | Filme        | Título no Brasil | Título em Portugal |
| ------------------- | -------------------- | ------------ | ---------------- | ------------------ |
| Timothy Spall       | Reino Unido          | Mr. Turner   |                  | Mr. Turner         |
| Brendan Gleeson     | Irlanda              | Calvary      |                  |                    |
| Tom Hardy           | Reino Unido          | Locke        |                  | Locke              |
| Aleksei Serebryakov | Rússia               | Leviafan     | Leviatã          |                    |
| Stellan Skarsgård   | Suécia               | Nymphomaniac | Ninfomaníaca     | Ninfomaníaca       |

### Melhor atriz
| Atriz                  | Nacionalidade (país) | Filme                | Título no Brasil     | Título em Portugal   |
| ---------------------- | -------------------- | -------------------- | -------------------- | -------------------- |
| Marion Cotillard       | França               | Deux jours, une nuit | Dois Dias, Uma Noite | Dois Dias, Uma Noite |
| Marian Álvarez         | Espanha              | La herida            |                      |                      |
| Valeria Bruni Tedeschi | Itália / França      | Il capitale umano    |                      | Capital Humano       |
| Charlotte Gainsbourg   | Reino Unido / França | Nymphomaniac         | Ninfomaníaca         | Ninfomaníaca         |
| Agata Kulesza          | Polónia              | Ida                  | Ida                  | Ida                  |
| Agata Trzebuchowska    | Polónia              | Ida                  | Ida                  | Ida                  |

### Melhor comédia
| Filme                         | Título no Brasil | Título em Portugal       | Realizador/Diretor      | Produção (país)    |
| ----------------------------- | ---------------- | ------------------------ | ----------------------- | ------------------ |
| La mafia uccide solo d'estate |                  | A Máfia Só Mata no Verão | Pierfrancesco Diliberto | Itália             |
| Carmina y amén.               |                  |                          | Paco León               | Espanha            |
| Le Week-End                   |                  | Fim de Semana em Paris   | Roger Michell           | Reino Unido França |

### Prémio do Público
O vencedor do Prémio Escolha do Público foi escolhido por votação on-line.
| Filme                                                 | Título no Brasil     | Título em Portugal                               | Diretor/Realizador                | Produção (país)                         |
| ----------------------------------------------------- | -------------------- | ------------------------------------------------ | --------------------------------- | --------------------------------------- |
| Ida                                                   | Ida                  | Ida                                              | Paweł Pawlikowski                 | Polónia / Dinamarca                     |
| La Belle et la Bête                                   | A Bela e a Fera      |                                                  | Christophe Gans                   | França / Alemanha                       |
| Nymphomaniac                                          | Ninfomaníaca         | Ninfomaníaca                                     | Lars von Trier                    | Dinamarca / Bélgica / França / Alemanha |
| Philomena                                             | Philomena            | Filomena                                         | Stephen Frears                    | Reino Unido                             |
| Hundraåringen som klev ut genom fönstret och försvann |                      | O Centenário que Fugiu pela Janela e Desapareceu | Felix Herngren                    | Suécia                                  |
| Deux jours, une nuit                                  | Dois Dias, Uma Noite | Dois Dias, Uma Noite                             | Luc Dardenne Jean-Pierre Dardenne | Bélgica / França / · Itália             |

### Filme revelação - Prémio da crítica (FIPRESCI)
Os nomeados para Melhor Filme de Estreia foram selecionados por uma Comissão composta por representantes dos Prémios do Cinema Europeu e da Federação Internacional de Críticos de Cinema (FIPRESCI).
| Filme      | Título no Brasil | Título em Portugal | Realizador/Diretor                           | Produção (país) |
| ---------- | ---------------- | ------------------ | -------------------------------------------- | --------------- |
| Plemya     |                  |                    | Myroslav Slaboshpytskiy                      | Ucrânia         |
| 10.000 km  |                  |                    | Carlos Marques-Marcet                        | Espanha         |
| '71        |                  |                    | Yann Demange                                 | Reino Unido     |
| Party Girl |                  |                    | Marie Amachoukeli Claire Burger Samuel Theis | França          |
| La herida  |                  |                    | Fernando Franco                              | Espanha         |

### Melhor filme de animação
Os nomeados para Melhor Filme de Animação foram selecionados por uma Comissão composta por membros do Conselho dos Prémios do Cinema Europeu e representantes da Associação Europeia de Cinema de Animação.
| Filme                                     | Título no Brasil    | Título em Portugal | Realizador/Diretor              | Produção (país)  |
| ----------------------------------------- | ------------------- | ------------------ | ------------------------------- | ---------------- |
| L'arte della felicità                     |                     |                    | Alessandro Rak                  | Itália           |
| Jack et la mécanique du cœur              |                     |                    | Stéphane Berla, Mathias Malzieu | França / Bélgica |
| Minuscule - La vallée des fourmis perdues | Minúsculos: O Filme |                    | Hélène Giraud, Thomas Szabo     | França / Bélgica |

### Melhor documentário
| Documentário                       | Título no Brasil | Título em Portugal | Realizador/Diretor   | Produção (país)    |
| ---------------------------------- | ---------------- | ------------------ | -------------------- | ------------------ |
| Der Banker: Master of the Universe |                  |                    | Marc Bauder          | Alemanha / Áustria |
| I kærlighedens navn                |                  |                    | Jon Bang Carlsen     | Dinamarca          |
| Of Men and War                     |                  |                    | Laurent Bécue-Renard | França / Suíça     |
| Sacro GRA                          |                  | Sacro GRA          | Gianfranco Rosi      | Itália / França    |
| Waiting For August                 |                  |                    | Teodora Ana Mihai    | Bélgica / Roménia  |
| We Come as Friends                 |                  |                    | Hubert Sauper        | Áustria / França   |

### Melhor diretor de fotografia- Prémio Carlo Di Palma
| Diretor de fotografia         | Nacionalidade (país) | Filme | Título no Brasil | Título em Portugal |
| ----------------------------- | -------------------- | ----- | ---------------- | ------------------ |
| Łukasz Żal Ryszard Lenczewski | Polónia              | Ida   | Ida              | Ida                |

### Melhor montador/editor
| Montador/Editor | Nacionalidade (país) | Filme | Título no Brasil | Título em Portugal |
| --------------- | -------------------- | ----- | ---------------- | ------------------ |
| Justine Wright  | Reino Unido          | Locke |                  | Locke              |

### Melhor diretor de arte
| Diretor de arte    | Nacionalidade (país) | Filme            | Título no Brasil | Título em Portugal |  |
| ------------------ | -------------------- | ---------------- | ---------------- | ------------------ |  |
| Claus-Rudolf Amler | Alemanha             | Das finstere Tal |                  |                    |  |

### Melhor figurinista
| Figurinista           | Nacionalidade (país) | Filme            | Título no Brasil | Título em Portugal |  |
| --------------------- | -------------------- | ---------------- | ---------------- | ------------------ |  |
| Natascha Curtius-Noss | Alemanha             | Das finstere Tal |                  |                    |  |

### Melhor compositor
| Compositor | Nacionalidade (país) | Filme          | Título no Brasil | Título em Portugal |
| ---------- | -------------------- | -------------- | ---------------- | ------------------ |
| Mica Levi  | Reino Unido          | Under the Skin | Sob a Pele       | Debaixo da Pele    |

### Melhor sonoplasta
| Sonoplasta       | Nacionalidade (país) | Filme      | Título no Brasil | Título em Portugal |
| ---------------- | -------------------- | ---------- | ---------------- | ------------------ |
| Joakim Sundström | Suécia               | Starred Up |                  |                    |

### Melhor coprodução - Prémio Eurimages
| Premiado  | Nacionalidade (país) | Atividade |
| --------- | -------------------- | --------- |
| Ed Guiney | Irlanda              | Produtor  |

### Contribuição europeia para o cinema mundial
| Premiado      | Nacionalidade (país) | Atividade              |
| ------------- | -------------------- | ---------------------- |
| Steve McQueen | Reino Unido          | Cineasta, argumentista |

### Prémio de carreira
| Premiada    | Nacionalidade (país) | Atividade              |
| ----------- | -------------------- | ---------------------- |
| Agnès Varda | França               | Cineasta, argumentista |

### Melhor curta-metragem
Os nomeados para Melhor Curta-Metragem foram selecionados por um júri independente em vários festivais de cinema por toda a Europa.
| Curta-metragem                                                   | Realizador/Diretor                   | Produção (país)                    | Festival                     |
| ---------------------------------------------------------------- | ------------------------------------ | ---------------------------------- | ---------------------------- |
| The Chicken                                                      | Una Gunjak                           | Alemanha / Croácia                 | Festival de Bristol          |
| Hätäkutsu                                                        | Hannes Vartiainen Pekka Veikkolainen | Finlândia                          | Festival de Saraievo         |
| Shipwreck                                                        | Morgan Knibbe                        | Países Baixos                      | Festival de Locarno          |
| Panique au village: la bûche de Noël                             | Vincent Patar Stéphane Aubier        | Bélgica / França                   | Festival de Vila do Conde    |
| Dinola                                                           | Mariam Khatchvani                    | Geórgia                            | Festival de Grimstad         |
| Lato 2014                                                        | Wojciech Sobczyk                     | Polónia                            | Festival de Cracóvia         |
| Fal                                                              | Simon Szabó                          | Hungria                            | Festival de Tampere          |
| Taprobana                                                        | Gabriel Abrantes                     | Portugal / Sri Lanka / · Dinamarca | Festival de Berlim           |
| Pride                                                            | Pavel Vesnakov                       | Bulgária / Alemanha                | Festival de Clermont-Ferrand |
| The Chimera of M.                                                | Sebastian Buerkner                   | Reino Unido                        | Festival de Roterdão         |
| Pequeño bloque de cemento con pelo alborotado conteniendo el mar | Jorge López Navarrete                | Espanha                            | Festival de Cork             |
| The Missing Scarf                                                | Eoin Duffy                           | Irlanda                            | Festival de Valladolid       |
| Hvalfjörður                                                      | Guðmundur Arnar Guðmundsson          | Dinamarca / Islândia               | Festival de Gent             |
| Pat-Lehem                                                        | Idan Hubel                           | Israel                             | Festival de Veneza           |
| Ich hab noch Auferstehung                                        | Jan-Gerrit Seyler                    | Alemanha                           | Festival de Drama            |

### Prémio do Público Jovem
Jovens dos 12 aos 14 anos, por toda a Europa, votaram no filme vencedor entre os três filmes nomeados, que assistiram nas sessões especiais realizadas no "Dia de Cinema do Público Jovem".
| Filme                            | Título no Brasil    | Título em Portugal | Diretor/Realizador  | Produção (país) |
| -------------------------------- | ------------------- | ------------------ | ------------------- | --------------- |
| Spijt!                           | Um Grito de Socorro | Desculpa!          | Dave Schram         | Países Baixos   |
| MGP missionen                    |                     |                    | Martin Miehe-Renard | Dinamarca       |
| Ostwind - Zusammen sind wir frei |                     |                    | Katja von Garnier   | Alemanha        |